# Caraipa
Caraipa Aubl.  es un género de plantas con flores en la familia Calophyllaceae. Comprende 56 especies descritas y de estas, solo 28 aceptadas.

## Taxonomía
El género fue descrito por Jean Baptiste Christophore Fusée Aublet y publicado en Histoire des Plantes de la Guiane Françoise 1: 561, t. 223, f. 1. 1775. La especie tipo es: Caraipa parvifolia Aubl. 

## Especies
- Caraipa ampla (Ducke Arch. Jard. Bot. Rio de Janeiro 3: 218 1922)
- Caraipa andina (G.A. Aymard & L.M. Campb. Rodriguésla 59(2): 394–396, f. 1 2008)
- Caraipa angustifolla (Aubl. Hist. Pl. Guiane 1: 562, t. 224, f. 4 1775)
- Caraipa aracaensis (Kubitzki AclaAmazon. 16/17(1): 158–159, 1986 [1987])
- Caraipa calophylla (Spreng. ex Choisy Mém. Soc. Phys. Geneve 14: 166 1855)
- Caraipa colombiana (Ewan Nat. Hist. Misc. 88: 4 1951)
- Caraipa costala (Spruce ex Benth. J. Linn. Soc., Bot. 5: 61 1861)
- Caraipa densifolla (Mart. Nov. Gen. Sp. Pl. 1: 105, pl. 65, f. 6–11 1824)
- Caraipa duckeana (Kubitzki Mem. New York Bot. Gard. 29: 124–125, f. 66 1978)
- Caraipa excelsa (Ducke Arch. Jard. Bot. Rio de Janeiro 3: 219 1922)
- Caraipa fasciculala (Cambess. Mém. Mus. Hist. Nat. 16: 416 1828)
- Caraipa ferruginea (Steyerm. Fieldiana, Bot. 28: 384 1952)
- Caraipa foveolala (Huber Bull. Soc. Bot. Geneve 6: 190 1914)
- Caraipa glabrala (Mart. Nov. Gen. Sp. Pl. 1: 105 1823)
- Caraipa grandifolla (Mart. Nov. Gen. Sp. Pl. 1: 105 1824)
- Caraipa heterocarpa (Ducke Bull. Mus. Natl. Hist. Nat., sér. 2 4: 472 1932)
- Caraipa insidiosa (Barb. Rodr. Vellosla ed. 2: 9 1891)
- Caraipa jaramilloi (Vásquez Ann. Missouri Bot. Gard. 78(4): 1003–1004, 1991)
- Caraipa lacerdaei (Barb. Rodr. Ternstroem. 6 1887)
- Caraipa latifolla (Aubl. Hist. Pl. Guiane 1: 561, t. 224, f. 1 1775)
- Caraipa laurifolla (Spruce ex Choisy Mém. Soc. Phys. Geneve 14: 166 1855)
- Caraipa laxiflora (Benth. London J. Bot. 2: 364 1843)
- Caraipa leiantha (Benth. Jour. Bot. Hook. 2: 364 1848)
- Caraipa llanorum (Cuatrec. Revisla Acad. Colomb. Ci. Exact. 8: 64 1950)
- Caraipa longifolla (Aubl. Hist. Pl. Guiane 1: 561, t. 223, f. 3 1775)
- Caraipa longipedicellala (Steyerm. Fieldiana, Bot. 28: 385 1952)
- Caraipa longisepala (Kubitzki Acla Amazon. 16/17(1): 160, f. 2C–D 1986 [1987])
- Caraipa melhemiana Paula (Ci. & Cult. 20: 313 1968)
- Caraipa minor (Huber Bol. Mus. Paraense Hist. Nat. Ethnogr. 3: 434 1902)
- Caraipa multinervla (Kubitzki Acla Amazon. 16/17(1): 157–158, f. 1 1986 [1987])
- Caraipa myrcioides (Ducke Arch. Jard. Bot. Rio de Janeiro 3: 217 1922)
- Caraipa myricaefolla (Spruce)
- Caraipa odorala (Ducke Notizbl. Bot. Gart. Berlin-Dahlem 11: 588 1932)
- Caraipa palustris (Barb. Rodr.)
- Caraipa paniculala (Mart.)
- Caraipa paraensis (Huber Bol. Mus. Goeldi Hist. Nat. Ethnogr. 3: 432 1902)
- Caraipa parvielliptica (Cuatrec. Revisla Acad. Colomb. Ci. Exact. 8: 64 1950)
- Caraipa parvifolla (Aubl. Hist. Pl. Guiane 1: 561, t. 223, f. 1 1775)
- Caraipa psidiifolla (Ducke)
- Caraipa psilocarpa (Kubitzki Mem. New York Bot. Gard. 29: 128–129, 66 1978)
- Caraipa racemosa (Cambess. Mém. Mus. Hist. Nat. 16: 415 1828)
- Caraipa reticulala (Ducke)
- Caraipa richardiana (Cambess. Mém. Mus. Hist. Nat. 16: 414, pl. 18 1828)
- Caraipa rodriguesii Paula (Cienc. Cult. 20: 313 1968)
- Caraipa savannarum (Kubitzki Mem. New York Bot. Gard. 29: 104–105 1978)
- Caraipa sellowii (Turcz. Bull. Soc. Imp. Naturalistes Moscou 36(1): 578 1863)
- Caraipa silvatica (Barb. Rodr. Vellosla ed. 2: 8 1891)
- Caraipa simplicior (Sandwith J. Arnold Arbor. 24: 220 1943)
- Caraipa spurla (Barb. Rodr. Vellosla (ed. 2) 8, t. 5c 1891)
- Caraipa suaveolens (Planch. ex Benth. J. Linn. Soc., Bot. 5: 61 1860)
- Caraipa tereticaulis (Tul. Ann. Sci. Nat., Bot., sér. 3, 8: 341 1847)
- Caraipa utilis (Vásquez Ann. Missouri Bot. Gard. 78(4): 1004–1007, f. 2–3 1991)
- Caraipa valioi Paula (Cienc. Cult. 22: 375, f. 17–22 1970)
- Caraipa variabilis (Cambess. Mém. Mus. Hist. Nat. 16: 416)